# Stagione 1968-1969 di snooker
La stagione 1968-1969 di snooker è la 1ª edizione di una stagione di snooker. Ha preso il via il 22 luglio 1968 ed è terminata il 22 marzo 1969, dopo quattro tornei professionistici non validi per la classifica mondiale.

## Calendario

### Main Tour
| N° | Date di gioco                         | Torneo                                     | N° edizione | Città      | Impianto                  | Vincitore      | Finalista      | Risultato   | Note  |
| -- | ------------------------------------- | ------------------------------------------ | ----------- | ---------- | ------------------------- | -------------- | -------------- | ----------- | ----- |
| 1  | dal 22 al 29 luglio 1968              | World Open Match Play Snooker Championship | 3ª          | Sydney     | Saint George Leagues Club | Eddie Charlton | Rex Williams   | 43–30       |       |
| 2  | dal luglio al 14 agosto 1968          | Australian Professional Championship       | 7ª          | Sydney     | Junior Rugby League Club  | Warren Simpson | Eddie Charlton | 11–10       | [ 2 ] |
| 3  | dal 18 novembre 1968 al 22 marzo 1969 | Campionato mondiale                        | 38ª         | Londra     | Victoria Hall             | John Spencer   | Gary Owen      | 37–24       | [ 3 ] |
| 4  | gennaio 1969                          | Pot-Black                                  | 1ª          | Birmingham | BBC Studios               | Ray Reardon    | John Spencer   | 1–0 (88-29) | [ 4 ] |

Numero di tornei per nazione
2 nazioni diverse ospitano almeno un torneo professionistico.
| N° | Nazione     | Numero |
| -- | ----------- | ------ |
| 1  | Australia   | 2      |
| 2  | Inghilterra | 2      |

Numero di tornei per città
3 città diverse ospitano almeno un torneo professionistico.
| N° | Città      | Numero |
| -- | ---------- | ------ |
| 1  | Sydney     | 2      |
| 2  | Londra     | 1      |
| 3  | Birmingham | 1      |

## Sponsor
| Torneo              | Sponsor       |
| ------------------- | ------------- |
| Campionato mondiale | Player's No.6 |

## Statistiche

### Finalisti
| N° | Giocatore      | Finali vinte | Finali perse | Totale |
| -- | -------------- | ------------ | ------------ | ------ |
| 1  | Eddie Charlton | 1            | 1            | 2      |
| 2  | John Spencer   | 1            | 1            | 2      |
| 3  | Warren Simpson | 1            | 0            | 1      |
| 4  | Ray Reardon    | 1            | 0            | 1      |
| 5  | Rex Williams   | 0            | 1            | 1      |
| 6  | Gary Owen      | 0            | 1            | 1      |

### Finalisti per nazione
| N° | Nazione     | Finali vinte | Finali perse | Totale |
| -- | ----------- | ------------ | ------------ | ------ |
| 1  | Australia   | 2            | 1            | 3      |
| 2  | Inghilterra | 1            | 2            | 3      |
| 3  | Galles      | 1            | 1            | 2      |

### Risultati per giocatore
| N° | Giocatore          | WO | APC | CM | PB |
| -- | ------------------ | -- | --- | -- | -- |
| 1  | Eddie Charlton     | V  | F   | A  | A  |
| 2  | Rex Williams       | F  | A   | SF | QF |
| 3  | Warren Simpson     | A  | V   | A  | A  |
| 4  | Norman Squire      | A  | FG  | A  | A  |
| 5  | Allan McDonald     | A  | FG  | A  | A  |
| 6  | John Pulman        | A  | A   | QF | SF |
| 7  | John Spencer       | A  | A   | V  | F  |
| 8  | Bernard Bennett    | A  | A   | QF | A  |
| 9  | Gary Owen          | A  | A   | F  | QF |
| 10 | Jackie Rea         | A  | A   | QF | QF |
| 11 | Fred Davis         | A  | A   | SF | QF |
| 12 | Ray Reardon        | A  | A   | QF | V  |
| 13 | Kingsley Kennerley | A  | A   | A  | SF |

Legenda
| Sigla | Risultato        |
| ----- | ---------------- |
| V     | Vincitore        |
| F     | Finalista        |
| SF    | Semifinalista    |
| QF    | Quarti di finale |
| 4T    | Quarto turno     |
| 3T    | Terzo turno      |
| 2T    | Secondo turno    |
| 1T    | Primo turno      |
| FG    | Fase a gironi    |
| NQ    | Non qualificato  |
| A     | Assente          |
| WD    | Ritirato         |

## Century breaks

### Main Tour
Durante il corso della stagione sono stati realizzati 3 century breaks.
| N° | Giocatore      | Century breaks | Miglior break                                    |
| -- | -------------- | -------------- | ------------------------------------------------ |
| 1  | Eddie Charlton | 1              | 110 (World Open Match Play Snooker Championship) |
| =  | Rex Williams   | 1              | 107 (Campionato mondiale)                        |
| =  | Gary Owen      | 1              | 100 (Campionato mondiale)                        |